# Fulgencio Spa Cortés
Fulgencio Spa Cortés (Motril, Granada, 10 de marzo de 1930 - ibidem, 8 de mayo de 2016) fue un empresario, escritor, columnista, bancario  y político español, pionero en el sector agroalimentario del sureste español.

## Biografía
Nacido en 1930 en Torrenueva, provincia de Granada, es el hijo mayor de Manuel Spa Gil de Tejada y María Luisa Cortés de la Torre, y hermano de Bernardo Spa Cortés, industrial azucarero y procurador en las Cortes Franquistas. En 1953 fundó junto a su tío latifundista Florentino Vázquez, la alhóndiga agrícola Los Vázquez en torno a la que surgió el núcleo poblacional de Carchuna, donde arrancó el fenómeno de la agricultura intensiva, antes de reconvertirse años más tarde en Fulgencio Spa S.L., la empresa decana en la comercialización de verduras cultivadas bajo plástico de Andalucía.
Desde la adolescencia compaginó la actividad agrícola con su trabajo de empleado de banca, iniciándose como corresponsal de Banesto en cinco municipios de la Costa Granadina y llegando en 1978 a director de la Caja General de Ahorros de Granada. Mientras tanto, mantuvo un activo rol político, ejerciendo de alcalde de la localidad de Torrenueva desde 1959 a 1975.
La parte central de su trayectoria giró en torno a la actividad de corredor de hortalizas, de la que fue pionero en Andalucía, llegando en los años sesenta a los mercados más importantes de España, para saltar en los ochenta, con la incorporación de su hijo menor Fulgencio Spa Vázquez al mercado europeo, promoviendo las verduras características de la Costa Granadina y el Poniente Almeriense. En los noventa, se expandió como alhondiguista de su sede original de Carchuna a los municipios de Castell de Ferro, Torrenueva, Castillo de Baños y la comarca de Baza, y creando una amplia red propia en Europa, se convirtió en líder comercializador de varios productos agrícolas como el pepino o el tomate cherri en los mercados de Reino Unido o Alemania, cerrando el siglo con alrededor de mil empleados y agricultores locales, y una producción hortofrutícola anual superior a los treinta millones de kilos.
Destacó además en el columnismo periodístico andaluz por ser un histórico colaborador, de afilada y conservadora pluma, en los periódicos Ideal, Patria, o El Faro, periódico decano de Andalucía Oriental, con los que colaboró durante más de cincuenta años, a la vez que ejercía de tertuliano en la Cadena SER y COPE. En 2013 publicó sus memorias, prologadas por Alfredo Amestoy, en las que recopila una parte de sus más de 3.000 columnas publicadas en prensa, alcanzando varias ediciones. En 2014 se le concedió la Medalla de Oro de Motril, principal distinción de la ciudad. Esta concesión no estuvo exenta de polémica, al contar con el rechazo de parte de la oposición municipal de izquierdas, que más adelante exigió su retirada en una moción que no prosperó.
Falleció de un infarto el 8 de mayo de 2016 a los ochenta y seis años de edad en su domicilio de Motril, coincidiendo con la fecha del cuarto aniversario de la muerte de su esposa Loreto Vázquez, con la que tuvo cuatro hijos.